# 四项基本原则
四项基本原则，是中华人民共和国第二代最高领导人邓小平，在1979年3月30日理论工作务虚会上提出的在中华人民共和国内不允许争论的四个议题。邓小平說，中共中央认为：
1. 必须坚持社会主义道路；
2. 必须坚持人民民主专政；
3. 必须坚持共产党的领导；
4. 必须坚持马列主义、毛泽东思想。

1981年6月，中共十一届六中全会一致通过《关于建国以来党的若干历史问题的决议》，提出“一切偏离四项基本原则的言论和行动都是错误的，一切否定和破坏四项基本原则的言论和行动都是不能容许的。”
1982年，四项基本原则被写入《八二宪法》，但入宪过程有争议。1987年10月，中国共产党第十三次全国代表大会把四项基本原则写进了“党在社会主义初级阶段的基本路线”中。